# Gran Premi de Gran Bretanya del 2000
Resultats del Gran Premi de la Gran Bretanya de Fórmula 1 de la temporada 2000, disputat al circuit de Silverstone el 23 d'abril del 2000.

## Resultats
| Pos | No | Pilot                 | Equip                  | Voltes | Temps/ Retirada  | Pos. de sortida | Punts |
| --- | -- | --------------------- | ---------------------- | ------ | ---------------- | --------------- | ----- |
| 1   | 2  | David Coulthard       | McLaren - Mercedes     | 60     | 1h 28' 50. 1     | 4               | 10    |
| 2   | 1  | Mika Häkkinen         | McLaren - Mercedes     | 60     | + 1.477 s        | 3               | 6     |
| 3   | 3  | Michael Schumacher    | Ferrari                | 60     | + 19.917 s       | 5               | 4     |
| 4   | 9  | Ralf Schumacher       | Williams - BMW         | 60     | + 41.312 s       | 7               | 3     |
| 5   | 10 | Jenson Button         | Williams - BMW         | 60     | + 57.759 s       | 6               | 2     |
| 6   | 6  | Jarno Trulli          | Jordan - Mugen - Honda | 60     | + 1' 19.273 min. | 11              | 1     |
| 7   | 11 | Giancarlo Fisichella  | Benetton - Playlife    | 59     | + 1 Volta        | 12              |       |
| 8   | 17 | Mika Salo             | Sauber - Petronas      | 59     | + 1 Volta        | 18              |       |
| 9   | 12 | Alexander Wurz        | Benetton - Playlife    | 59     | + 1 Volta        | 20              |       |
| 10  | 14 | Jean Alesi            | Prost - Peugeot        | 59     | + 1 Volta        | 15              |       |
| 11  | 16 | Pedro Diniz           | Sauber - Petronas      | 59     | + 1 Volta        | 13              |       |
| 12  | 8  | Johnny Herbert        | Jaguar - Cosworth      | 59     | + 1 Volta        | 14              |       |
| 13  | 7  | Eddie Irvine          | Jaguar - Cosworth      | 59     | + 1 Volta        | 9               |       |
| 14  | 20 | Marc Gené             | Minardi - Fondmetal    | 59     | + 1 Volta        | 21              |       |
| 15  | 21 | Gaston Mazzacane      | Minardi - Fondmetal    | 59     | + 1 Volta        | 22              |       |
| 16  | 22 | Jacques Villeneuve    | BAR - Honda            | 56     | Caixa canvi      | 10              |       |
| 17  | 5  | Heinz-Harald Frentzen | Jordan - Mugen - Honda | 54     | Caixa canvi      | 2               |       |
| Ret | 15 | Nick Heidfeld         | Prost - Peugeot        | 51     | Motor            | 17              |       |
| Ret | 23 | Ricardo Zonta         | BAR - Honda            | 36     | Virolla          | 16              |       |
| Ret | 4  | Rubens Barrichello    | Ferrari                | 35     | Hidràulics       | 1               |       |
| Ret | 18 | Pedro de la Rosa      | Arrows - Supertec      | 26     | Part elèctrica   | 19              |       |
| Ret | 19 | Jos Verstappen        | Arrows - Supertec      | 20     | Part elèctrica   | 8               |       |

## Altres
- Pole: Rubens Barrichello 1' 25. 703

- Volta ràpida: Mika Häkkinen 1' 26. 217 (a la volta 56)